# Scolopendra heros arizonensis
Scolopendra heros arizonensis, также известная как гигантская пустынная многоножка, — подвид крупной многоножки Scolopendra heros, обитающий в юго-западной части США и северной Мексике. Этот подвид отличается яркой окраской и внушительными размерами, достигая длины до 20 сантиметров.

## Описание
Scolopendra heros arizonensis имеет цилиндрическое, сегментированное тело с яркой окраской, которая может варьироваться от красного и оранжевого до жёлтого и чёрного. На каждом сегменте тела находится по одной паре ног, и у взрослой особи их количество может достигать 21 пары. Голова оснащена мощными челюстями и длинными антеннами, которые используются для поиска добычи и ориентации в пространстве.

## Распространение и среда обитания
Эта многоножка встречается в пустынях и полупустынях юго-западных штатов США, таких как Аризона, Нью-Мексико и Техас, а также в северной части Мексики. Она предпочитает засушливые и тёплые регионы с редкой растительностью и часто обитает под камнями, в трещинах земли и в заброшенных норах других животных. ПитаниеScolopendra heros arizonensis * является активным хищником. Она охотится на мелких беспозвоночных, таких как насекомые, пауки, а также на небольших позвоночных, включая ящериц и мелких млекопитающих. Многоножка использует свои ядовитые когти, чтобы парализовать и убить добычу.

## Поведение
Этот подвид многоножек ведет преимущественно ночной образ жизни. Днем он скрывается в укрытиях, избегая высокой температуры, и становится активным в сумерках и ночью. Scolopendra heros arizonensis обладает агрессивным характером и может нападать на все, что воспринимает как угрозу.

## Яд и его действие
Укус Scolopendra heros arizonensis болезненный, но редко опасный для человека. Яд многоножки содержит токсичные вещества, вызывающие местную боль, отёк и покраснение. В редких случаях возможны аллергические реакции, требующие медицинского вмешательства.

## Размножение
Размножение происходит в тёплое время года. Самка откладывает яйца в укромных местах и оберегает их до вылупления. Молодые многоножки проходят несколько линек, прежде чем достигнуть взрослого состояния.

## В культуре
Из-за своего устрашающего внешнего вида и агрессивного поведения Scolopendra heros arizonensis часто становится объектом страхов и мифов среди местного населения. В некоторых регионах её считают символом опасности и силы.

## Содержание в неволе
Эту многоножку иногда содержат в террариумах энтузиасты экзотических животных. Однако из-за её агрессивного поведения и ядовитости она требует особых условий содержания и осторожности при уходе.